# 失われた約束
『失われた約束』は、2003年9月16日21:00 - 22:48に、関西テレビ放送で放送されたテレビドラマである。放映時には「引き裂かれた愛の行方」という副題が付されていたが、VHS版には表記されていない。
日本を震撼させた阪神・淡路大震災から8年経ち、被災の記憶が徐々に薄れつつあった時期を主題にしており、妻にチョコレートの土産を約束して神戸に出張したが、震災で記憶を失い京都で別の女と結婚した男が、8年後に元妻と再会したことで起こる心の葛藤を描いた物語である。
ドラマで重要なガジェットとなる「チョコレートハウスモンロワール」は2003年時点で神戸市に実在する。

## キャスト
- 篠原淳一 : 豊川悦司
- 高村真由美 : 黒木瞳
- 篠原綾子 : 広末涼子
- 高村守 : 石原良純
- 野瀬学 : うじきつよし
- 篠原幸造 : 山本圭[2]

## スタッフ
- プロデューサー - 濱星彦、渡辺真沙子、平部隆明
- 監督・脚本 - 源孝志
- 音楽 - 窪田ミナ